# Eberhard IV. von Eberstein

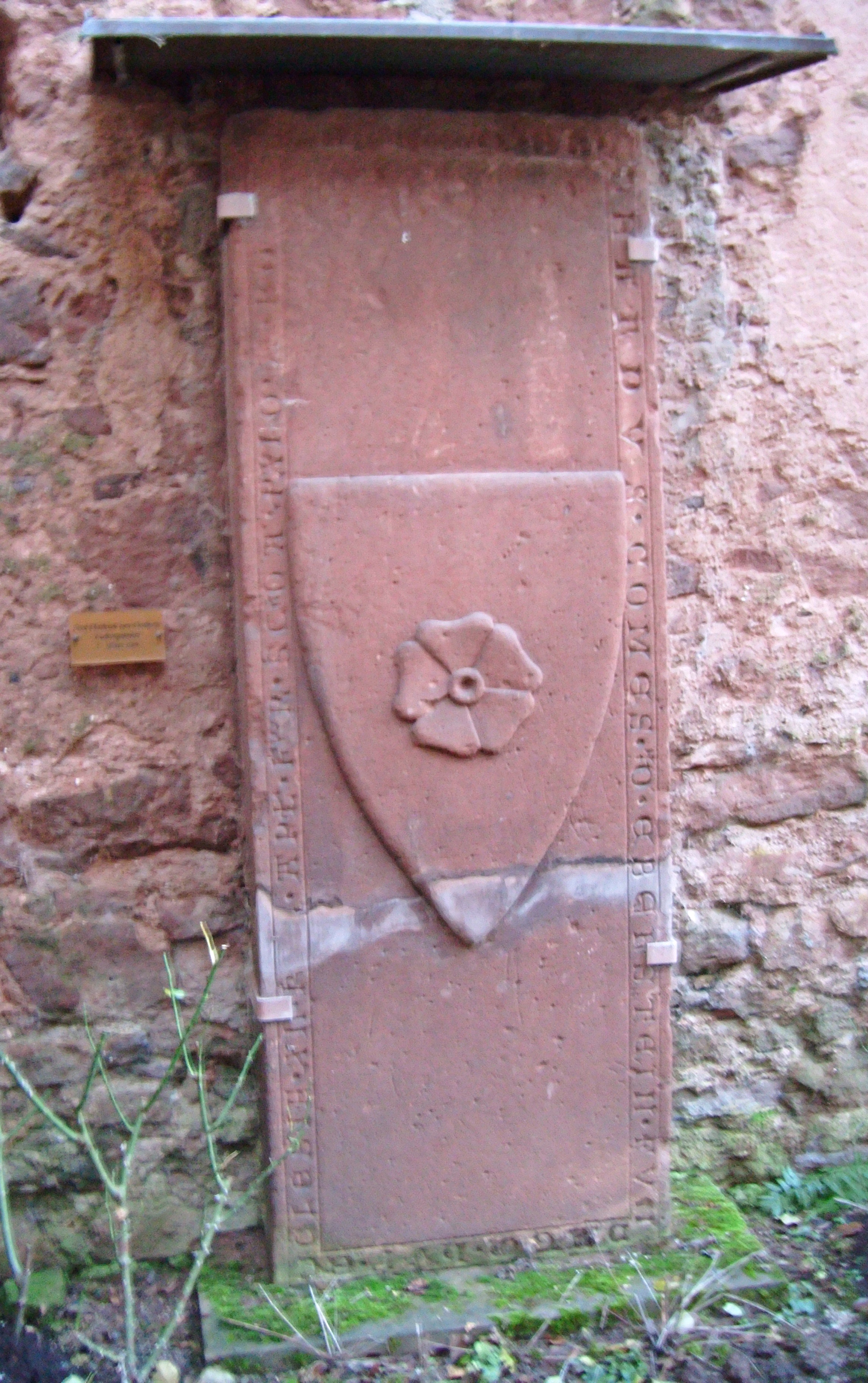
Grabplatte des Klosterstifters Graf Eberhard IV. von Eberstein, Kloster Rosenthal, Pfalz

Eberhard IV. von Eberstein, alte Zählung Eberhard II. von Eberstein (* um 1190; † 18. März 1263) war ein Graf aus dem südwestdeutschen Adelsgeschlecht der Ebersteiner, Inhaber der Herrschaft Stauf und Gründer des Zisterzienserinnenklosters Rosenthal.

## Herkunft und Familie
Das Geschlecht der Herren von Eberstein wird 1085 erstmals urkundlich erwähnt. Ihre Stammburg Alt-Eberstein lag im Bereich des heutigen Ortsteils Ebersteinburg der Stadt Baden-Baden.
Eberhard IV. von Eberstein wurde als Sohn von Eberhard III. von Eberstein und seiner Frau Kunigunde von Andechs geboren.
Die Mutter gehörte dem Geschlecht der Andechs-Meranier an. Über sie war Eberhard IV. ein Cousin der Hl. Hedwig, ebenso ein Cousin der Königin Gertrud von Ungarn, deren Tochter wiederum die Hl. Elisabeth von Thüringen ist.
Im 12. Jh. kam die Familie zu großem Besitz im Ufgau sowie im Kraichgau und baute eine bedeutende Herrschaft im nördlichen Schwarzwald auf. Ein Teil ihres Besitzes waren Lehensgüter des Bistums Speyer. Als Hausklöster existierten das Zisterzienserkloster Herrenalb (1148 von Graf Berthold III., dem Großvater Eberhard IV., anlässlich seiner Rückkehr vom Kreuzzug gegründet) und das Benediktinerinnenkloster Frauenalb (1180/1185 vom Vater Graf Eberhard III. gestiftet).

## Leben und Wirken
Mit seinem Bruder Otto I. teilte Eberhard IV. die väterliche Grafschaft Eberstein; aus dem Heiratsgut seiner Mutter erbte er die nordpfälzische Herrschaft Stauf, wo ihm die gleichnamige Burg als Wohnsitz diente. Seine erste Frau ist namentlich nicht bekannt. In zweiter Ehe verband sich Graf Eberhard mit Adelheid von Sayn, der Witwe des 1218 im fünften Kreuzzug umgekommenen Grafen Gottfried III. von Sponheim.
Beide Ebersteiner Brüder gehörten zunächst zur Gefolgschaft des rebellierenden Königs Heinrich VII., sagten sich aber von ihm los und unterstützten dessen Vater Friedrich II., bei dem sie sich 1236 in der Lombardei aufhielten. 1237 bis 1239 erscheint Eberhard IV. als Landeshauptmann im Herzogtum Steiermark und kaiserlicher Statthalter im Herzogtum Österreich. Im Herbst 1237 entsandte ihn Kaiser Friedrich II. mit 200 Rittern zur Sicherung von Wien. Später, im Konflikt zwischen Wilhelm von Holland und Konrad IV., setzte sich Eberstein für letzteren ein.
1241 gründeten Graf Eberhard IV. und seine Gattin, auf dem Gebiet ihrer Herrschaft Stauf, das Nonnenkloster Rosenthal und überließen ihm großzügige Einkünfte.
1258 schenkte er dem Kloster Herrenalb die ihm gehörende Hälfte des Dorfes Rüppurr.
Eberhard IV. von Eberstein starb im März 1263 und wurde in dem von ihm gestifteten Kloster Rosenthal beigesetzt. Dieses löste man 1572 im Zuge der Reformation auf und es verfiel zur Ruine. Dort entdeckte der Historiker Johann Friedrich Schannat (1683–1739) seine nicht mehr bekannte und beschädigte Grabplatte, auf der Evangelienseite des alten Altares der Kirche. Heute befindet sie sich befestigt an der inneren Nordwand der Kirchenruine.
Die Witwe Adelheid von Eberstein geb. von Sayn bestätigte im Mai 1263 alle geistlichen Schenkungen ihrer beiden Gatten und soll Ende des Jahres gestorben sein. Sie wurde im Kloster Himmerod beigesetzt.

## Kinder

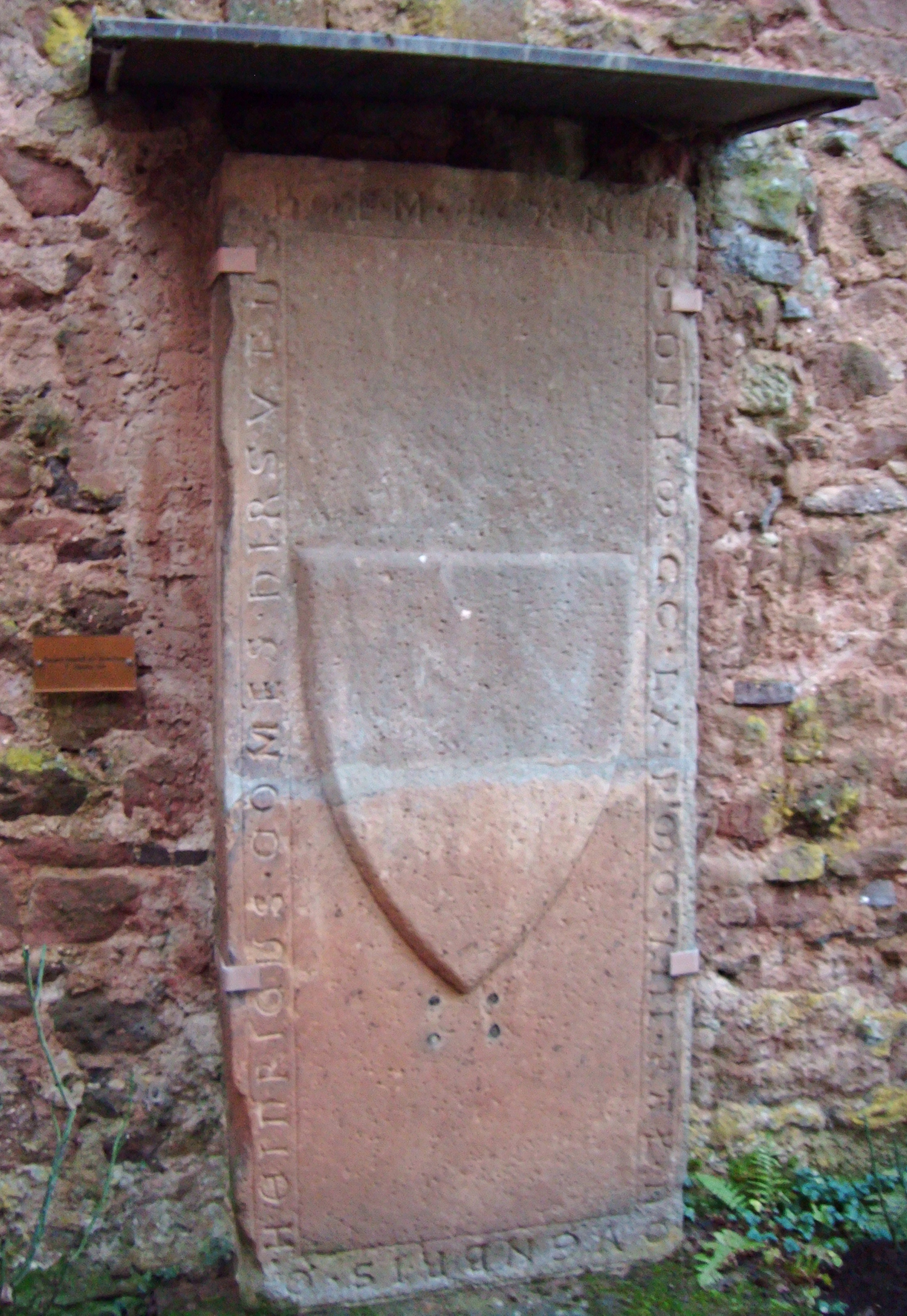
Grabplatte Raugraf Heinrich I. († 1261), Kloster Rosenthal, Pfalz (Neffe des Klosterstifters)

Ihre Tochter Agnes III. von Eberstein heiratete Heinrich II. von Saarbrücken-Zweibrücken, wodurch die Herrschaft Stauf und Kloster Rosenthal an diese Familie fiel. Deren Tochter Kunigunde († vor 1283) wurde die erste Äbtissin von Rosenthal, welche den Konvent auch dem Zisterzienser-Orden anschloss.
Der Sohn Eberhard V. von Eberstein, verheiratet mit Elisabeth, der Tochter des Markgrafen Hermann V. von Baden, starb 1253, noch vor den Eltern.

## Geschwister und Umfeld
Eberhards Bruder Konrad von Eberstein († 1245) amtierte als Bischof von Speyer.
Seine Schwester Hedwig ehelichte Raugraf Rupert I. Deren Söhne waren die Raugrafen Eberhard I. († 1277) und Friedrich I. († 1283), beide Bischöfe von Worms, sowie Heinrich I. († 1261), Gründer der Familienlinie Neu Baumburg. Bischof Eberhard I. weihte am 22. Mai 1261 die von seinem Onkel gestiftete Klosterkirche in Rosenthal. Als Heinrich I. im Oktober 1261 starb, setzte man ihn in der neu geweihten Kirche bei. Seine Grabplatte ist dort erhalten. Laut der Regensburger Chronik von Carl Theodor Gemeiner war er der Ritter, der mit Herzogin Maria von Brabant einen Briefwechsel führte, weshalb diese, aus unbegründeter Eifersucht, 1256 auf Befehl ihres Gatten Ludwig des Strengen von Bayern enthauptet wurde.
Agnes, eine weitere Schwester Eberhards IV. von Eberstein, heiratete Graf Friedrich II. von Leiningen. Ihre Kinder waren Friedrich III. von Leiningen († 1287), Erbauer der Burg Neuleiningen, Emich IV. von Leiningen († 1281), Gründer der Stadt Landau in der Pfalz, Berthold von Leiningen († 1285), Bischof von Bamberg und Heinrich von Leiningen, Bischof von Speyer († 1272).